# Liga Premier de Sudáfrica
La Liga Premier de Sudáfrica (en inglés: South African Premier Division), conocida como ABSA Premiership por motivos de patrocinio, es la máxima categoría masculina del sistema de ligas de fútbol en Sudáfrica.

## Sistema de competición
La Liga Premier de Sudáfrica es un torneo organizado —conjuntamente con la Primera División— por la Premier Soccer League (PSL), cuyos miembros son los propios clubes participantes.
La competición se disputa anualmente, empezando en el mes de agosto y terminando a mediados de mayo del siguiente año. Consta de un grupo único integrado por 16 clubes de fútbol. Siguiendo un sistema de liga, se enfrentarán todos contra todos en dos ocasiones: una en campo propio y otra en campo contrario, hasta disputarse un total de 30 jornadas. El orden de los encuentros se decide por sorteo antes de empezar.
La clasificación final se establece con arreglo a los puntos totales obtenidos por cada equipo al finalizar el campeonato. Los equipos obtienen tres puntos por victoria, un punto por cada empate y ningún punto por la derrota.
El campeón de liga es el equipo que al final de las treinta jornadas sume más puntos. El primer y segundo clasificado tienen derecho a disputar la Liga de Campeones de la CAF, mientras que el tercero podrá jugar la Copa Confederación de la CAF junto al vencedor de la Copa de Sudáfrica. A nivel nacional, los ocho mejores equipos se clasifican para la MTN 8.
El último clasificado desciende directamente a Primera División y es reemplazado por el campeón de ese torneo, mientras que el penúltimo deberá disputar una liguilla de permanencia contra el segundo y tercer clasificados de la división inferior; el campeón de ese grupo obtiene la plaza. 

## Historia
La liga profesional de Sudáfrica fue fundada en 1996, cuatro años después de la abolición del apartheid, mediante la fusión de dos campeonatos ya existentes: la National Soccer League, creada en 1985 por los equipos más potentes del país, y la National Professional Soccer League. Ambos torneos dieron paso a la Premier Soccer League —PSL, máxima división— y a la National First Division —NFD, segunda categoría—, ambas categorías profesionales sin distinción racial. El campeón de la temporada inaugural de la PSL fue el Manning Rangers FC de Durban.
Desde la temporada 2013-14 la liga sudafricana se llama Premier Division, mientras que la marca Premier Soccer League se mantuvo para la asociación de clubes del fútbol profesional.

## Participantes
| Equipo            | Ciudad                   | Estadio                | Capacidad |
| ----------------- | ------------------------ | ---------------------- | --------- |
| AmaZulu           | Durban                   | Moses Mabhida          | 55,500    |
| Cape Town City    | Ciudad del Cabo          | Ciudad del Cabo        | 55,000    |
| Chippa United     | Gqeberha                 | Nelson Mandela Bay     | 48,459    |
| Golden Arrows     | Clermont, Durban         | Sugar Ray Xulu         | 12,000    |
| Kaizer Chiefs     | Soweto, Johannesburgo    | FNB Stadium            | 94,736    |
| Magesi            | Moletši                  | TT Cholo Sports Ground | 15,000    |
| Mamelodi Sundowns | Marabastad, Pretoria     | Loftus Versfeld        | 51,762    |
| Marumo Gallants   | Polokwane                | Peter Mokaba           | 45,500    |
| Orlando Pirates   | Soweto, Johannesburgo    | Orlando                | 37,319    |
| Polokwane City    | Polokwane                | Antiguo Peter Mokaba   | 15,000    |
| Richards Bay      | Richards Bay             | Richards Bay           | 8,000     |
| Royal AM          | Chatsworth               | Chatsworth             | 6,500     |
| Sekhukhune United | Polokwane                | Peter Mokaba           | 45,500    |
| Stellenbosch      | Stellenbosch             | Danie Craven           | 8,000     |
| SuperSport United | Atteridgeville, Pretoria | Lucas Moripe           | 28,900    |
| TS Galaxy         | Mbombela                 | Mbombela               | 40,929    |

## Historial
- Para campeones anteriores a 1997 véase Campeones del Fútbol Sudafricano.

| Temporada                      | Campeón               | Subcampeón            | Tercero               | Notas                           |
| Premier Soccer League          | Premier Soccer League | Premier Soccer League | Premier Soccer League | Premier Soccer League           |
| ------------------------------ | --------------------- | --------------------- | --------------------- | ------------------------------- |
| 1996-97                        | Manning Rangers       | Kaizer Chiefs         | Orlando Pirates       | Primera temporada de 18 equipos |
| 1997-98                        | Mamelodi Sundowns     | Kaizer Chiefs         | Orlando Pirates       |                                 |
| 1998-99                        | Mamelodi Sundowns     | Kaizer Chiefs         | Orlando Pirates       |                                 |
| 1999-00                        | Mamelodi Sundowns     | Orlando Pirates       | Kaizer Chiefs         |                                 |
| 2000-01                        | Orlando Pirates       | Kaizer Chiefs         | Mamelodi Sundowns     |                                 |
| 2001-02                        | Santos FC             | SuperSport United     | Orlando Pirates       |                                 |
| 2002-03                        | Orlando Pirates       | SuperSport United     | Wits University       | Liga reducida a 16 equipos      |
| 2003-04                        | Kaizer Chiefs         | Ajax Cape Town        | SuperSport United     |                                 |
| 2004-05                        | Kaizer Chiefs         | Orlando Pirates       | Mamelodi Sundowns     |                                 |
| 2005-06                        | Mamelodi Sundowns     | Orlando Pirates       | Kaizer Chiefs         |                                 |
| 2006-07                        | Mamelodi Sundowns     | Silver Stars          | Moroka Swallows       |                                 |
| 2007-08                        | SuperSport United     | Ajax Cape Town        | Santos FC             |                                 |
| 2008-09                        | SuperSport United     | Orlando Pirates       | Kaizer Chiefs         |                                 |
| 2009-10                        | SuperSport United     | Mamelodi Sundowns     | Kaizer Chiefs         |                                 |
| 2010-11                        | Orlando Pirates       | Ajax Cape Town        | Kaizer Chiefs         |                                 |
| 2011-12                        | Orlando Pirates       | Moroka Swallows       | SuperSport United     |                                 |
| 2012-13                        | Kaizer Chiefs         | Platinum Stars        | Orlando Pirates       |                                 |
| South African Premier Division |                       |                       |                       |                                 |
| 2013-14                        | Mamelodi Sundowns     | Kaizer Chiefs         | Bidwest Wits          |                                 |
| 2014-15                        | Kaizer Chiefs         | Mamelodi Sundowns     | Bidwest Wits          |                                 |
| 2015-16                        | Mamelodi Sundowns     | Bidwest Wits          | Platinum Stars        |                                 |
| 2016-17                        | Bidwest Wits          | Mamelodi Sundowns     | Cape Town City        |                                 |
| 2017-18                        | Mamelodi Sundowns     | Orlando Pirates       | Kaizer Chiefs         |                                 |
| 2018-19                        | Mamelodi Sundowns     | Orlando Pirates       | Bidwest Wits          |                                 |
| 2019-20                        | Mamelodi Sundowns     | Kaizer Chiefs         | Orlando Pirates       |                                 |
| 2020-21                        | Mamelodi Sundowns     | AmaZulu FC            | Orlando Pirates       |                                 |
| 2021-22                        | Mamelodi Sundowns     | Cape Town City        | Royal AM              |                                 |
| 2022-23                        | Mamelodi Sundowns     | Orlando Pirates       | SuperSport United     |                                 |
| 2023-24                        | Mamelodi Sundowns     | Orlando Pirates       | Stellenbosch          |                                 |
| 2024-25                        | Mamelodi Sundowns     | Orlando Pirates       | Stellenbosch          |                                 |

## Palmarés
| Club              | Títulos | Subcampeonatos | Años de los campeonatos                                                                  |
| ----------------- | ------- | -------------- | ---------------------------------------------------------------------------------------- |
| Mamelodi Sundowns | 15      | 3              | 1998, 1999, 2000, 2006, 2007, 2014, 2016, 2018, 2019, 2020, 2021, 2022, 2023, 2024, 2025 |
| Orlando Pirates   | 4       | 9              | 2001, 2003, 2011, 2012                                                                   |
| Kaizer Chiefs     | 4       | 6              | 2004, 2005, 2013, 2015                                                                   |
| SuperSport United | 3       | 2              | 2008, 2009, 2010                                                                         |
| Bidwest Wits      | 1       | 1              | 2017                                                                                     |
| Santos FC         | 1       | -              | 2002                                                                                     |
| Manning Rangers † | 1       | -              | 1997                                                                                     |
| Ajax Cape Town    | -       | 3              |                                                                                          |
| Platinum Stars    | -       | 2              |                                                                                          |
| Moroka Swallows   | -       | 1              |                                                                                          |
| AmaZulu FC        | -       | 1              |                                                                                          |
| Cape Town City    | -       | 1              |                                                                                          |

- † Equipo desaparecido.

## Tabla histórica
– Tabla histórica de la Liga Premier de Sudáfrica desde la temporada 1996-97 hasta finalizada la temporada 2021-22.
| Pos. | Equipo                       | Temporadas | PJ  | PG  | PE  | PP  | GF   | GC  | DG   | Pts. | Títulos | Actualmente      |
| ---- | ---------------------------- | ---------- | --- | --- | --- | --- | ---- | --- | ---- | ---- | ------- | ---------------- |
| 1    | Mamelodi Sundowns            | 26         | 804 | 423 | 215 | 166 | 1208 | 662 | +546 | 1484 | 13      | Liga Premier     |
| 2    | Kaiser Chiefs                | 26         | 804 | 382 | 259 | 163 | 1090 | 667 | +423 | 1405 | 4       | Liga Premier     |
| 3    | Orlando Pirates              | 26         | 804 | 368 | 269 | 167 | 1094 | 706 | +388 | 1373 | 4       | Liga Premier     |
| 4    | SuperSport United            | 26         | 804 | 318 | 258 | 228 | 1050 | 832 | +218 | 1212 | 3       | Liga Premier     |
| 5    | Bidvest Wits                 | 23         | 714 | 271 | 226 | 217 | 816  | 714 | +102 | 1039 | 1       | Desaparecido     |
| 6    | Moroka Swallows              | 21         | 654 | 227 | 199 | 228 | 892  | 793 | +99  | 880  | 0       | Liga Premier     |
| 7    | Bloemfontein Celtic          | 22         | 680 | 219 | 214 | 247 | 744  | 783 | -39  | 871  | 0       | Desaparecido     |
| 8    | Ajax Cape Town               | 19         | 582 | 213 | 155 | 214 | 631  | 712 | -81  | 794  | 0       | Primera División |
| 9    | Lamontville Golden Arrows    | 21         | 638 | 198 | 199 | 241 | 695  | 768 | -63  | 793  | 0       | Liga Premier     |
| 10   | Free State Stars             | 19         | 594 | 182 | 200 | 212 | 642  | 687 | -45  | 746  | 0       | Primera División |
| 11   | AmaZulu                      | 20         | 620 | 174 | 190 | 256 | 617  | 783 | -166 | 712  | 0       | Liga Premier     |
| 12   | Santos                       | 15         | 470 | 157 | 153 | 160 | 539  | 579 | -40  | 624  | 1       | Segunda División |
| 13   | Platinum Stars               | 15         | 450 | 149 | 139 | 162 | 501  | 504 | -3   | 586  | 0       | Desaparecido     |
| 14   | Jomo Cosmos                  | 15         | 474 | 137 | 166 | 171 | 463  | 507 | -44  | 577  | 0       | Segunda División |
| 15   | Maritzburg United            | 15         | 480 | 129 | 158 | 193 | 463  | 595 | -132 | 545  | 0       | Liga Premier     |
| 16   | Manning Rangers              | 9          | 294 | 114 | 73  | 107 | 416  | 408 | +8   | 415  | 1       | Desaparecido     |
| 17   | Black Leopards               | 12         | 364 | 99  | 91  | 174 | 402  | 559 | -157 | 388  | 0       | Primera División |
| 18   | Bush Bucks                   | 9          | 294 | 97  | 78  | 119 | 361  | 430 | -69  | 369  | 0       | Desaparecido     |
| 19   | Hellenic                     | 8          | 264 | 79  | 75  | 110 | 308  | 346 | -38  | 312  | 0       | Desaparecido     |
| 20   | Chippa United                | 9          | 270 | 64  | 96  | 110 | 246  | 325 | -69  | 288  | 0       | Liga Premier     |
| 21   | Cape Town City               | 6          | 180 | 83  | 56  | 51  | 234  | 200 | +34  | 275  | 0       | Liga Premier     |
| 22   | Polokwane City               | 7          | 210 | 58  | 67  | 85  | 236  | 292 | -56  | 241  | 0       | Primera División |
| 23   | Baroka                       | 6          | 180 | 38  | 65  | 77  | 154  | 223 | -69  | 179  | 0       | Primera División |
| 24   | Mpumalanga Black Aces        | 5          | 150 | 40  | 45  | 65  | 145  | 192 | -47  | 165  | 0       | Desaparecido     |
| 25   | Dynamos                      | 5          | 154 | 36  | 49  | 69  | 147  | 219 | -72  | 157  | 0       | Desaparecido     |
| 26   | Cape Town Spurs              | 3          | 102 | 38  | 30  | 34  | 130  | 143 | -13  | 144  | 0       | Desaparecido     |
| 27   | Pretoria University          | 4          | 120 | 31  | 39  | 50  | 112  | 131 | -19  | 132  | 0       | Primera División |
| 28   | African Wanderers            | 4          | 132 | 28  | 30  | 74  | 133  | 234 | -101 | 114  | 0       | Desaparecido     |
| 29   | Stellenbosch                 | 3          | 90  | 25  | 37  | 28  | 84   | 89  | -5   | 112  | 0       | Liga Premier     |
| 30   | Highlands Park               | 3          | 90  | 23  | 38  | 29  | 92   | 111 | -19  | 107  | 0       | Desaparecido     |
| 31   | Tembisa Classic              | 4          | 102 | 24  | 30  | 48  | 103  | 156 | -53  | 102  | 0       | Desaparecido     |
| 32   | Vaal Professionals           | 3          | 102 | 23  | 26  | 53  | 112  | 167 | -55  | 95   | 0       | Segunda División |
| 33   | Ria Stars                    | 2          | 68  | 24  | 22  | 22  | 85   | 87  | -2   | 94   | 0       | Desaparecido     |
| 34   | Real Rovers                  | 2          | 68  | 16  | 19  | 33  | 69   | 96  | -27  | 67   | 0       | Desaparecido     |
| 35   | TS Galaxy                    | 2          | 60  | 16  | 18  | 26  | 48   | 69  | -21  | 66   | 0       | Liga Premier     |
| 36   | Thanda Royal Zulu            | 2          | 60  | 18  | 10  | 32  | 71   | 102 | -31  | 64   | 0       | Desaparecido     |
| 37   | Seven Stars                  | 1          | 34  | 15  | 7   | 12  | 40   | 41  | -1   | 52   | 0       | Desaparecido     |
| 38   | Royal AM                     | 1          | 30  | 12  | 11  | 7   | 44   | 32  | +12  | 47   | 0       | Liga Premier     |
| 39   | Michau Warriors              | 1          | 34  | 10  | 5   | 19  | 32   | 50  | -18  | 35   | 0       | Desaparecido     |
| 40   | Marumo Gallants              | 1          | 30  | 7   | 13  | 10  | 22   | 28  | -6   | 34   | 0       | Liga Premier     |
| 41   | Sekhukhune United            | 1          | 30  | 8   | 9   | 13  | 21   | 24  | -3   | 33   | 0       | Liga Premier     |
| 42   | Tshakhuma Tsha Madzivhandila | 1          | 30  | 7   | 10  | 13  | 19   | 35  | -16  | 31   | 0       | Primera División |
| 43   | Vasco da Gama                | 1          | 30  | 7   | 9   | 14  | 35   | 47  | -12  | 30   | 0       | Desaparecido     |
| 44   | Bay United                   | 1          | 30  | 5   | 6   | 19  | 26   | 56  | -30  | 21   | 0       | Desaparecido     |
| 45   | Mother City                  | 1          | 34  | 2   | 4   | 28  | 22   | 85  | -63  | 10   | 0       | Desaparecido     |
| 46   | Richards Bay                 | 0          | 0   | 0   | 0   | 0   | 0    | 0   | 0    | 0    | 0       | Liga Premier     |